# Batalion ON „Żnin”

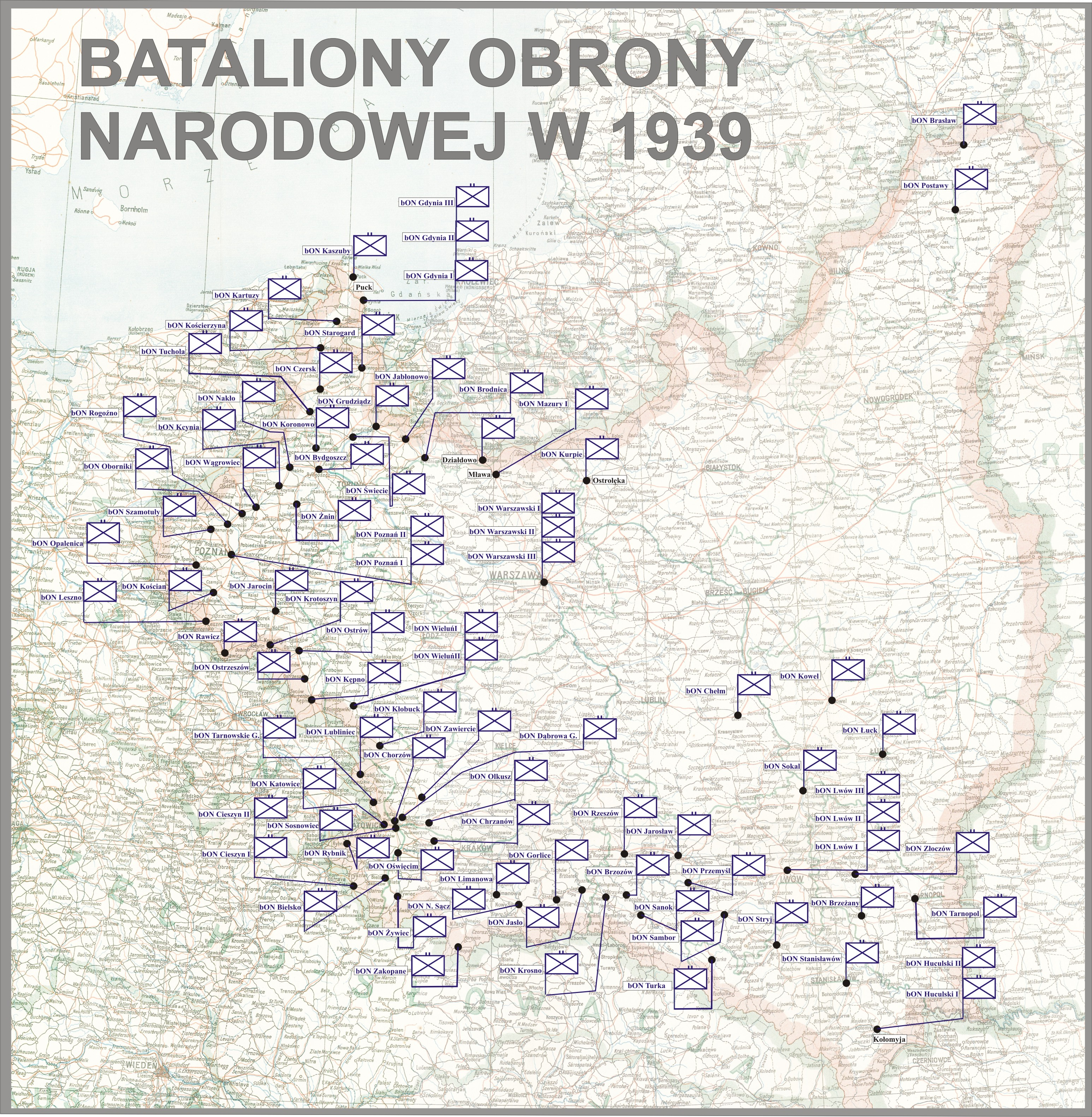
Obrona Narodowa w 1939

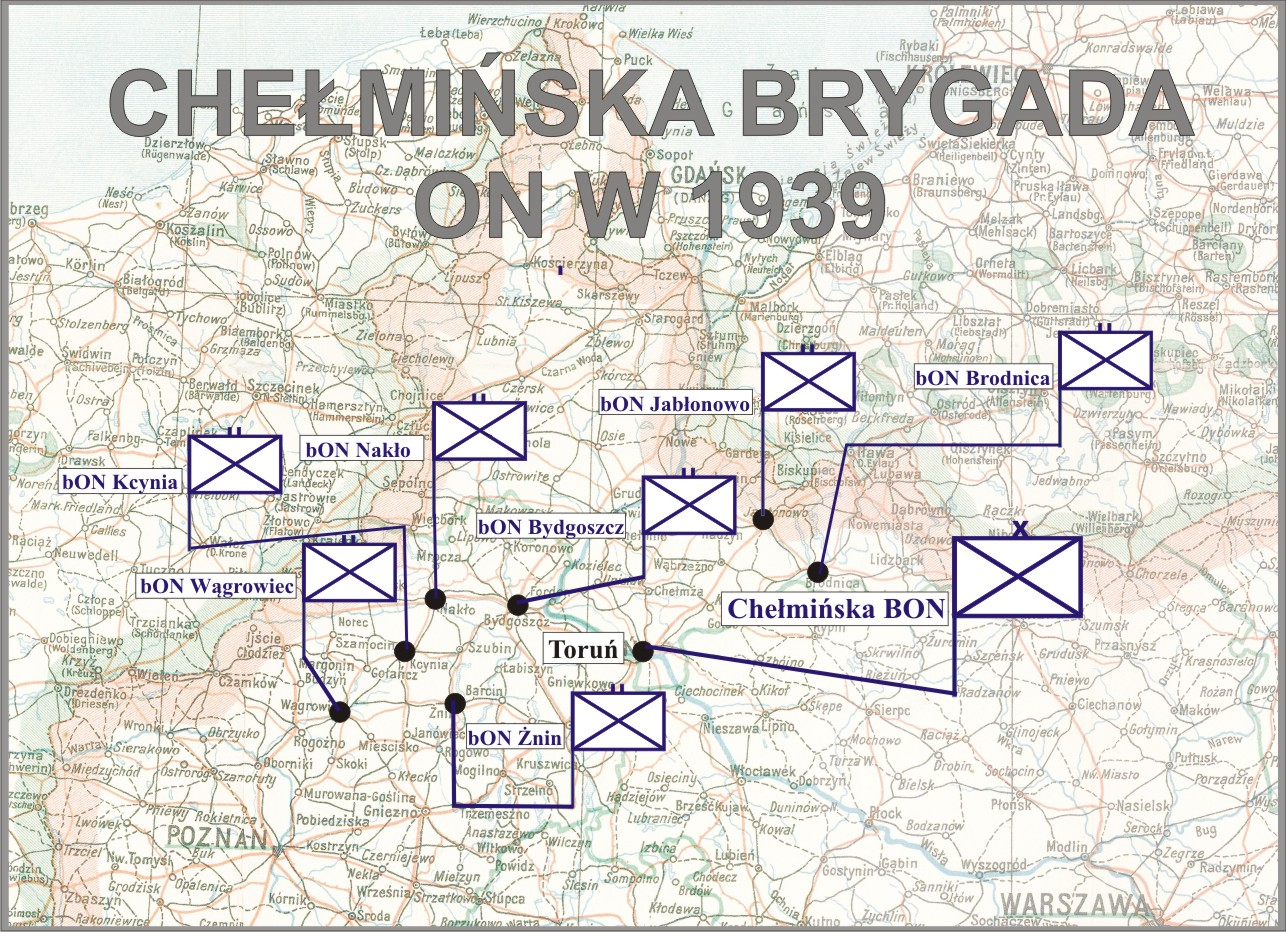
Chełmińska ON

Żniński Batalion Obrony Narodowej (batalion ON „Żnin”) – pododdział piechoty Wojska Polskiego II RP.

## Organizacja i formowanie
Batalion sformowany został wiosną 1939, w składzie Chełmińskiej Brygady ON, na podstawie etatu batalionu ON typ „S”.
Jednostką administracyjną i mobilizującą dla Żnińskiego batalionu ON był 62 pułk piechoty w Bydgoszczy.
W trakcie organizacji pododdziału zakładano, że wraz z Wągrowieckim i Bydgoskim batalionem ON utworzy Kujawską Brygadę ON. Dotychczasowa 3. kompania Kcyńskiego batalionu ON stacjonująca w Żninie została włączona do Żnińskiego batalionu ON, jako 1 kompania.
W kampanii wrześniowej jednostka walczyła w składzie 26 Dywizji Piechoty, a od 10 września w składzie Zgrupowania płk. Stanisława Siudy (Poznańska Brygada ON).

## Obsada personalna i organizacja batalionu

### Obsada personalna batalionu
- dowódca – mjr Stanisław Wultański[1][2][3]
- adiutant - ppor. rez. Stanisław Kuczkowski[4]
- dowódca oddziału (plutonu łączności) - NN
- dowódca plutonu ppanc. - NN
- dowódca plutonu broni towarzyszącej - NN
- dowódca drużyny pionierów - NN
- dowódca 1 kompanii km „Żnin” – por. Julian Soleżyński[5][6]
  - dowódca I plutonu strzeleckiego – ppor. rez. Henryk Kazimierz Lisiak[5][7][8][9]
  - dowódca II plutonu strzeleckiego – ppor. rez. Marian Edward Ratajski[10]
  - dowódca I plutonu km – NN
  - dowódca II plutonu km – ppor. rez. Alfons Joachimowski[5][11]
  - szef kompanii – st. sierż. Marciniak[5]
- dowódca 2 kompanii km „Rogowo” – por. rez. kontr. Czesław Pluciński[12]
  - dowódca I plutonu strzeleckiego – NN
  - dowódca II plutonu strzeleckiego - ppor. rez.  Leon Śniegocki[13]
  - dowódca I plutonu km – ppor. rez. Władysław Kokocha[14][15]
  - dowódca II plutonu km - NN
  - sierżant szef - NN
- dowódca 3 kompanii km „Janowiec” – kpt. Jan Mikołajczak[16]
  - dowódca I plutonu strzeleckiego – ppor. rez. Walter August Wojciech Kurek[17]
  - dowódca plutonu - ppor. rez. Bronisław Samulski[18]
  - dowódca plutonu – ppor. rez. Henryk Woźniak[19]
  - dowódca plutonu - plut. pchor. rez. Marian Gabriel Grobelny (prawdopodobnie)[20]
  - sierżant szef - NN

### Organizacja batalionu
Batalion sformowany jako typu „S” odpowiadał w uproszczeniu częściowo organizacji batalionu km i br. tow. wojska regularnego. Był najsilniejszym typem batalionu formowanym w strukturach ON. Przewidziany był do obrony umocnionego odcinka obrony w oparciu o fortyfikacje stałe lub polowe. Powinien etatowo liczyć: 4 oficerów zawodowych, 16 oficerów rezerwy, 9 podoficerów zawodowych 129 podoficerów rezerwy 386 szeregowców rezerwy. łącznie 545  żołnierzy. Etatowo przewidziano uzbrojenie: 50 pistoletów,264 karabinki, 186 karabinów, 18 ckm, 2 moździerze i 3 armaty ppanc..
Organizacja batalionu przewidywała:
- dowódca batalionu
- poczet dowódcy batalionu
- drużyna gospodarcza
- oddział (pluton) łączności
- drużyna pionierów,
- pluton broni towarzyszącej
- pluton przeciwpancerny
- trzy kompanie karabinów maszynowych w składzie:
  - dowódca kompanii
  - poczet dowódcy kompanii
  - drużyna gospodarcza
  - dwa plutony strzeleckie
  - dwa plutony karabinów maszynowych[22].

#### Uzbrojenie (faktyczne)
- 18 ciężkich karabinów maszynowych[23]
- 3 działka ppanc. 37 mm
- 2 moździerze 81 mm[23]
- 186 karabinów[23]
- 264 karabinki[23]
- 50 pistoletów[23]
- 10 rakietnic,
- prawdopodobnie też po mobilizacji do każdej kompanii dodano po 4 rkm wz. 15 Chauchat (po 2 na pluton strzelecki)[24].